# 淨灘
淨灘是指清理海灘的活動。一般會移除或丟棄海灘上的海洋廢棄物，包括漂流木、投棄貨物、小塊垃圾、海洋廢棄物、油外洩、塑料，死亡的生物（例如漂流木、海藻及鯨魚）。淨灘可能會使用化學物質（如油分散劑）、機械（例如用淨沙機來清理沙並且耙沙），或是透過組織或是志工（例如加拿大海岸线清理活動或是海洋保護協會）。

## 淨灘工具
- 麻布手套：保護手部不被尖銳或銳利的廢棄物傷害
- 夾子：拾取廢棄物
- 篩網：過濾細沙中的塑膠微粒、保麗龍碎屑
- 刀：割除纏繞在漂流木上的漁網、塑膠袋

## 淨灘活動
淨灘活動一般可以分為個人發起以及組織發起，組織又有非營利組織發起的公益活動以及民間企業發起的企業社會責任活動。
根據中華民國環保署統計，台灣於2017年4月至2018年11月間，全國淨灘次達2萬3469場次，共計約40萬人次參加。
- 非營利組織：
  - 荒野保護協會
  - 台灣環境資訊協會

## 圖輯

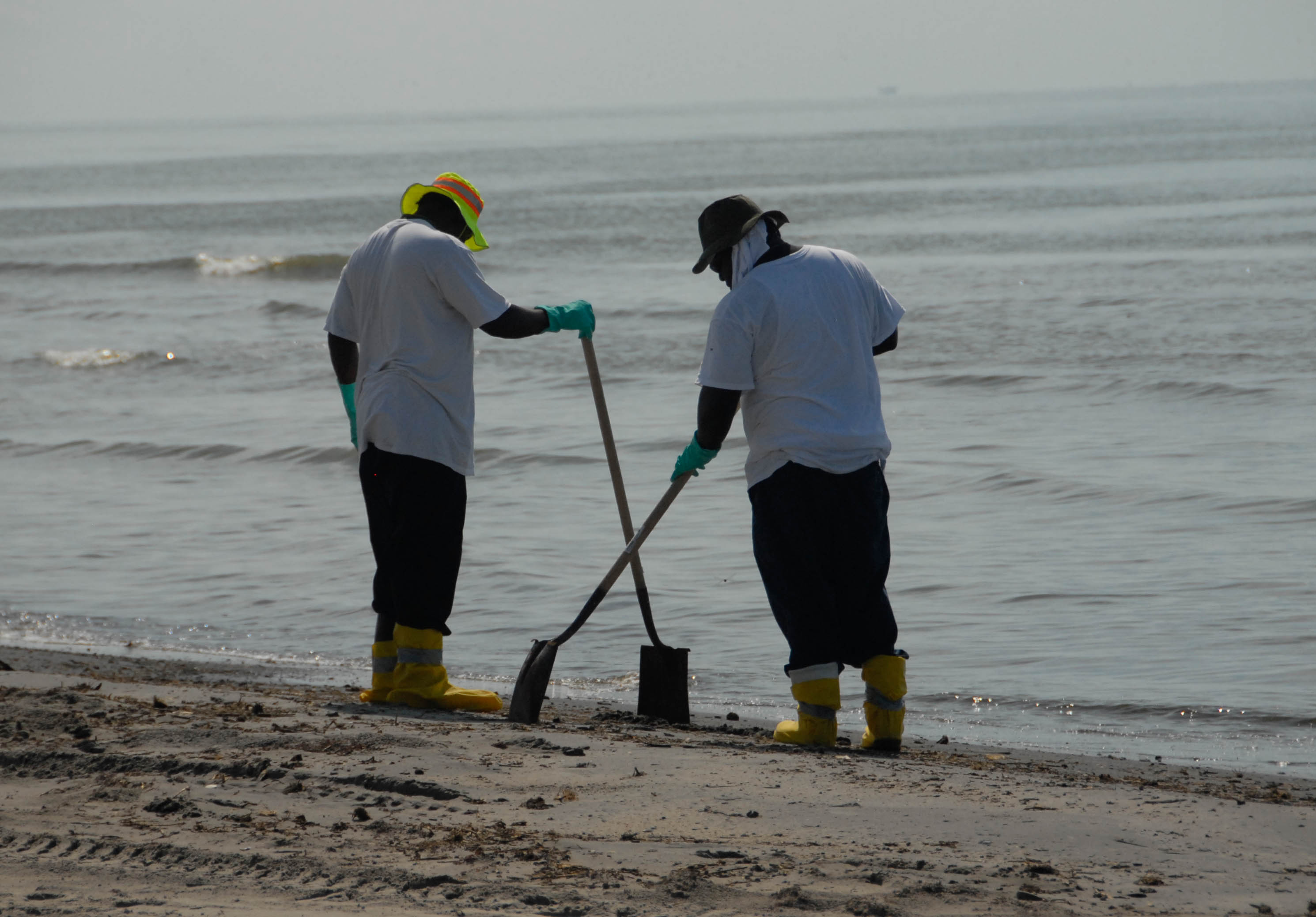
2010年墨西哥灣漏油事故
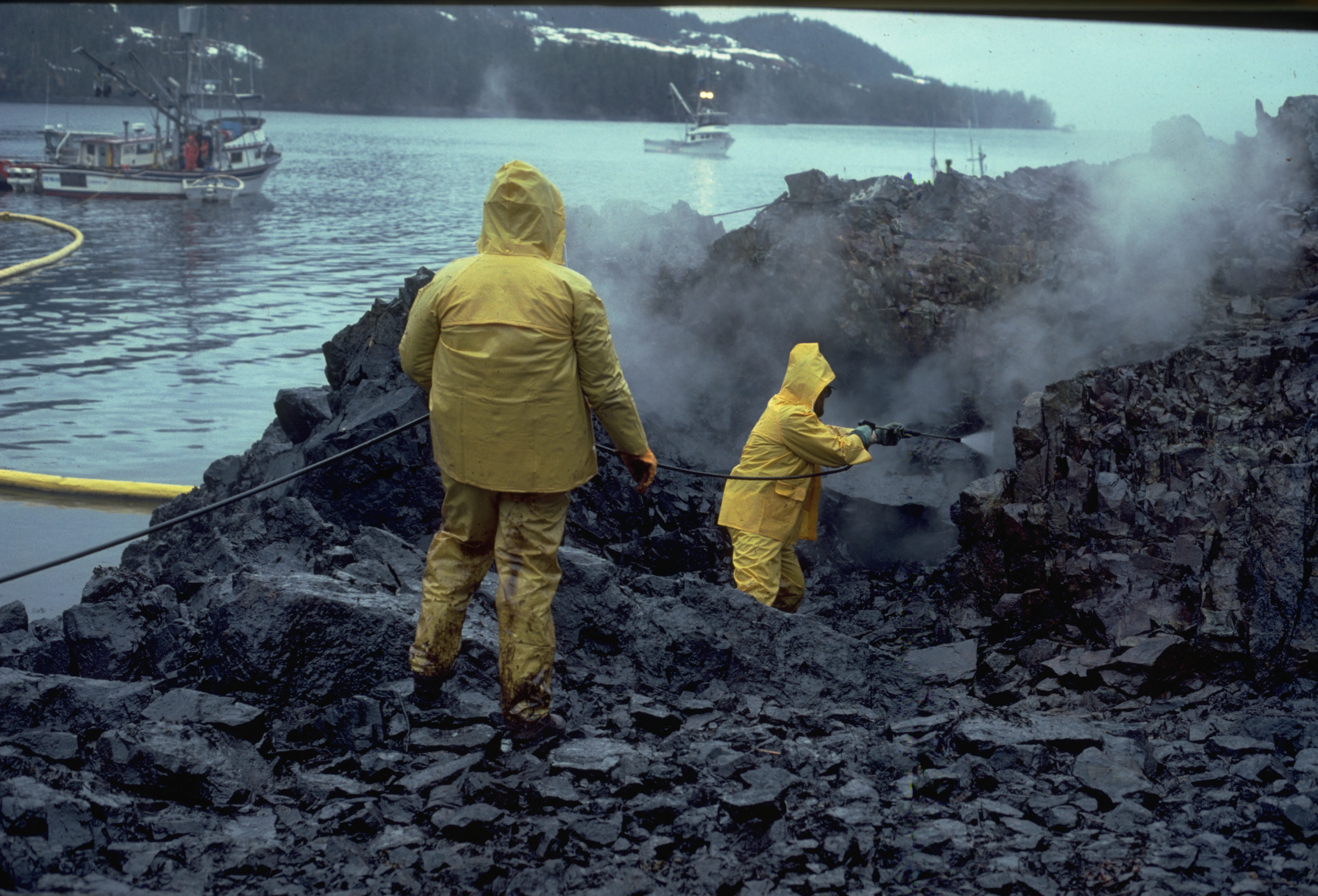
阿拉斯加港湾漏油事件
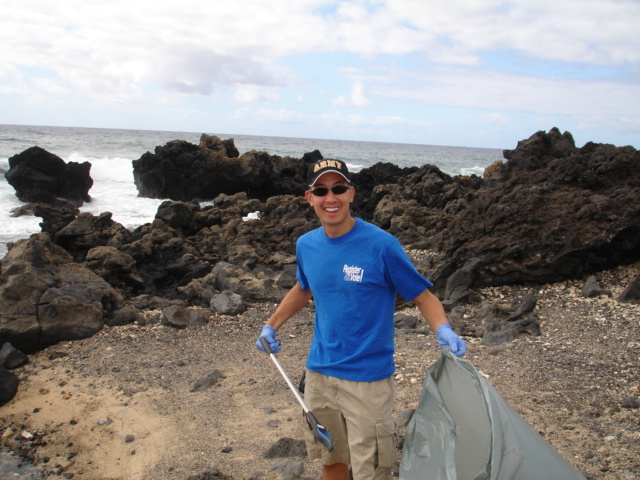
夏威夷州
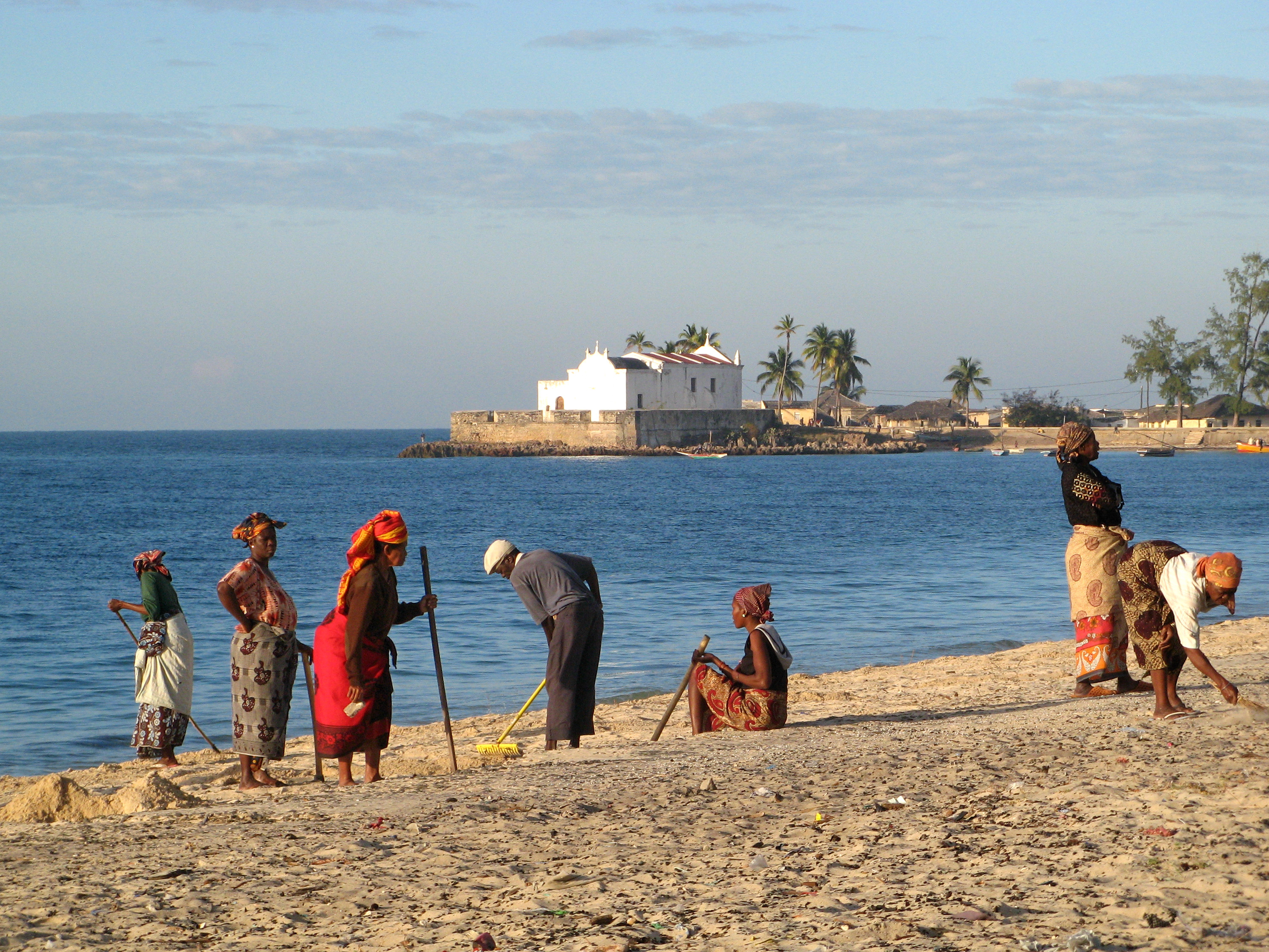
莫桑比克
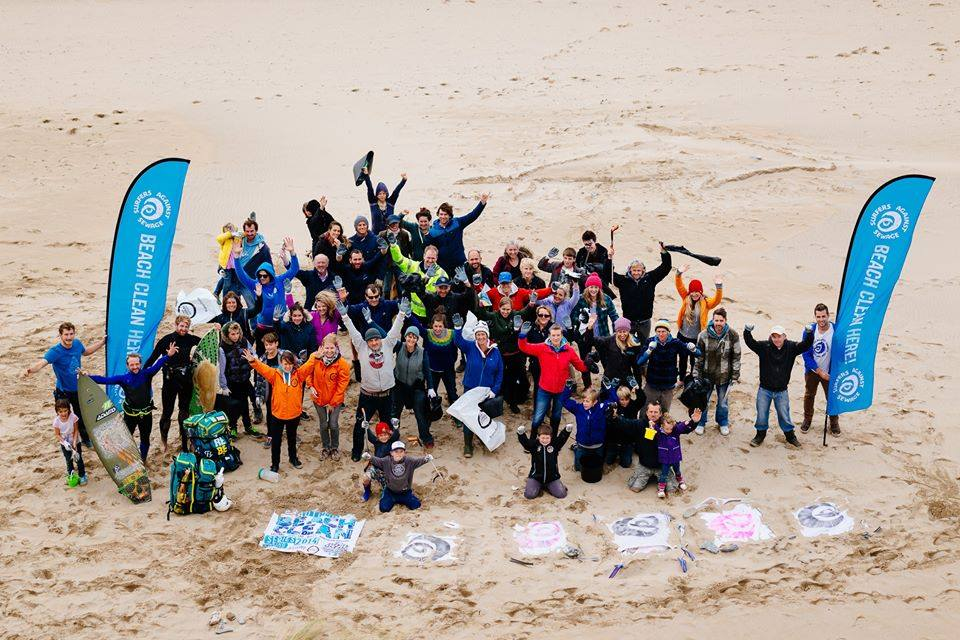
[[2010年墨西哥灣漏油事故|英國的Perranporth]]Perranporth
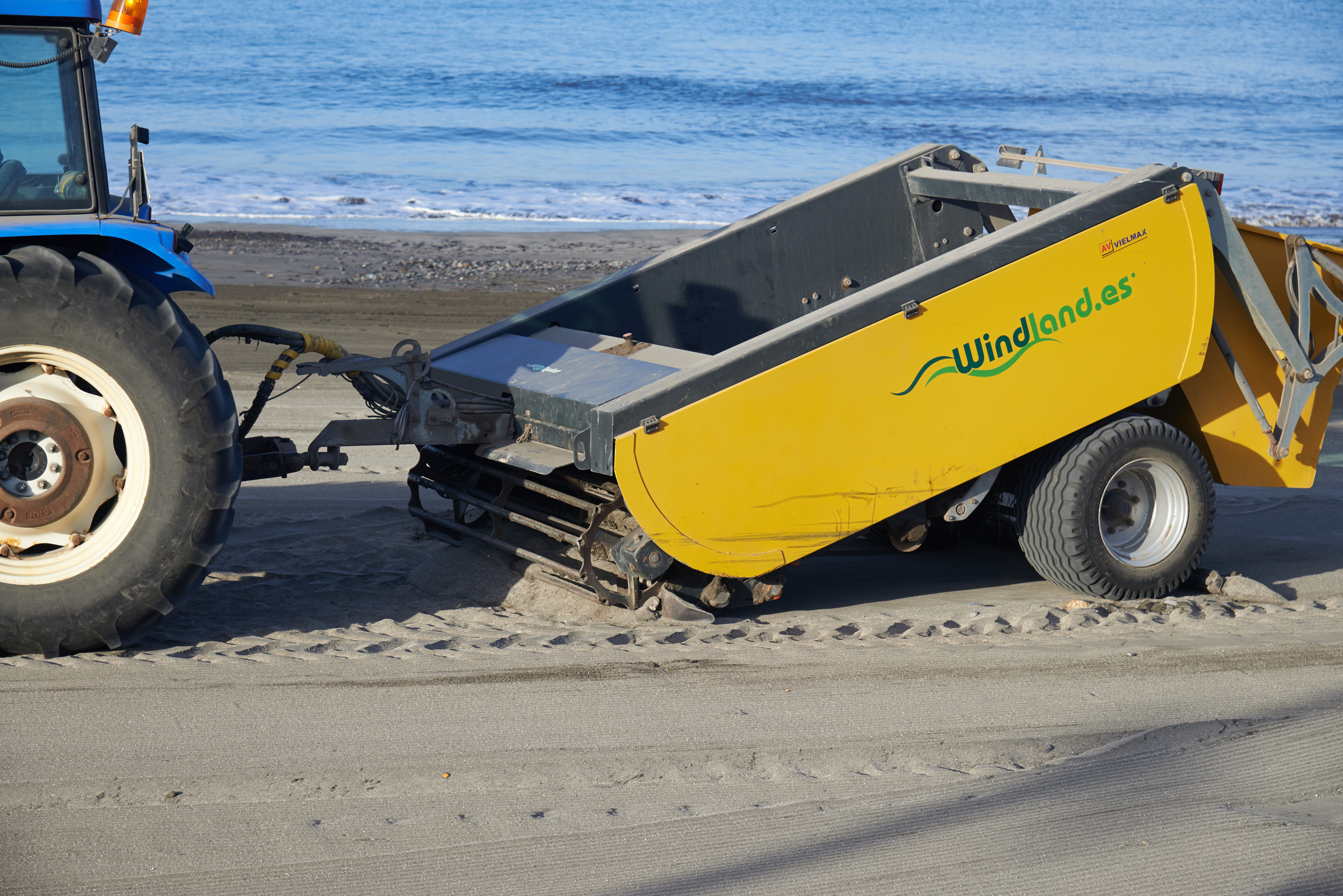
特内里费岛

## 相關
- Plogging環保慢跑
- 海洋廢棄物
- 海洋污染

## 外部連結
- Coastal Clean-Up 海岸淨灘認養系統 （页面存档备份，存于）（台灣）
- 荒野保護協會 （页面存档备份，存于）
- RE-THINK 重新思考 （页面存档备份，存于）
- 台灣環境資訊協會 （页面存档备份，存于）